# 422 Dywizja Strzelecka (ZSRR)
422 Dywizja Strzelecka (ros. 422-я стрелковая дивизия) – związek taktyczny (dywizja) Armii Czerwonej.
Sformowana w 1942 na Dalekim Wschodzie. Przerzucona pod Stalingrad, broniła miejscowości Tundutowo i Biekietowka. Za zasługi bojowe stała się gwardyjską z numerem 81.